# Écouviez
Écouviez est une commune française située dans le département de la Meuse, en région Grand Est. Ses habitants sont les Écouvissois. Écouviez fait partie de la Lorraine gaumaise.

## Géographie

### Localisation

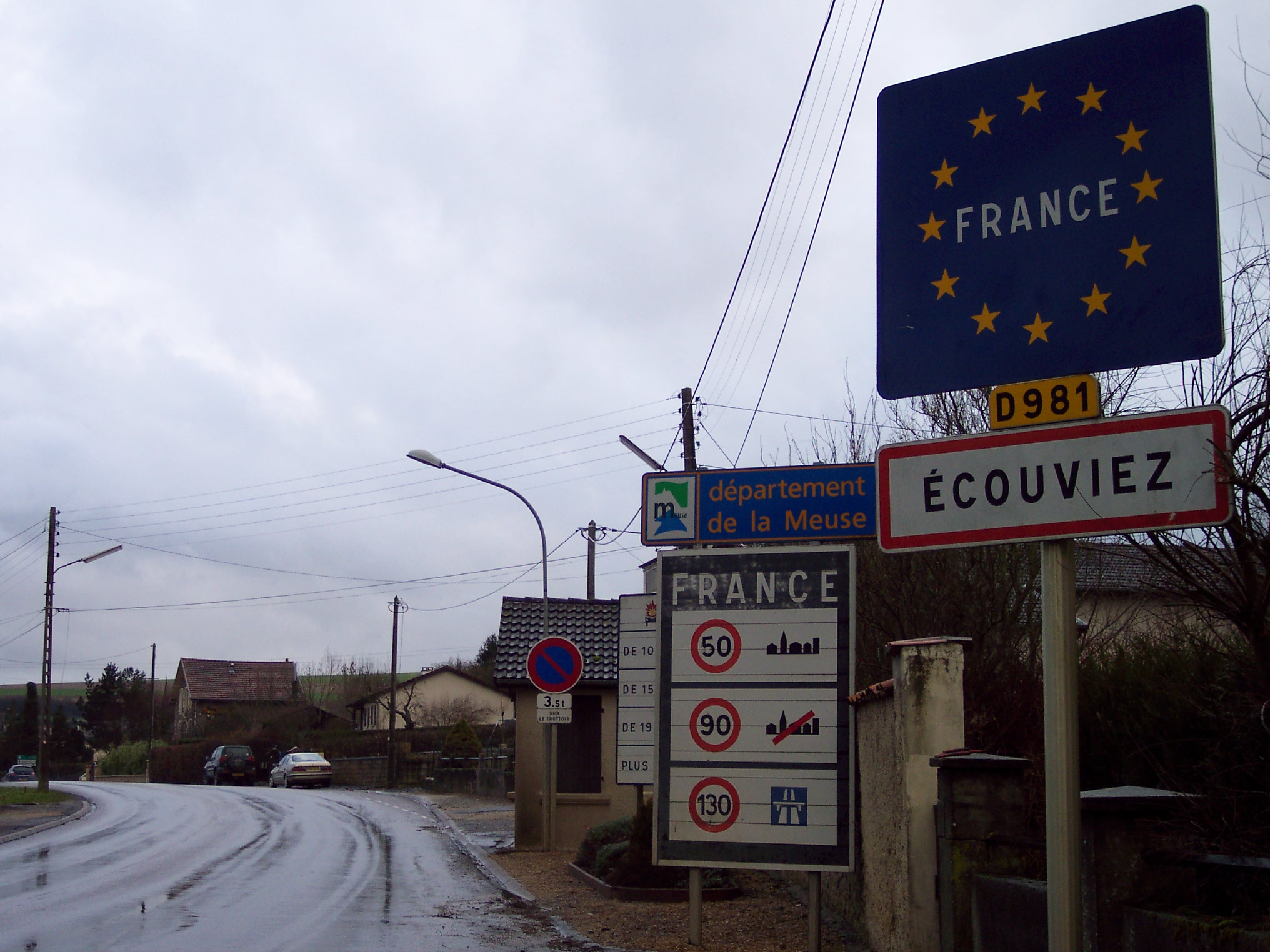
Panneaux d'entrée sur le territoire français à Écouviez.

Le village se trouve sur la route départementale 981 reliant Montmédy (Meuse) à Virton (Belgique). La commune se trouve dans une petite enclave orientée vers l’est dans la province belge de Luxembourg.
La commune est limitrophe de trois autres communes, dont une en Belgique :
|                |          |                       |
| Verneuil-Grand | Écouviez | Rouvroy (en Belgique) |
|                | Velosnes |                       |

### Hydrographie

#### Réseau hydrographique
La commune est dans le bassin versant de la Meuse au sein du bassin Rhin-Meuse. Elle est drainée par la Chiers, le ruisseau de Couvreux et le Thon,.
La Chiers, d'une longueur de 127 km, prend sa source dans la commune de Mont-Saint-Martin et se jette  dans la Meuse à Remilly-Aillicourt, après avoir traversé 46 communes.

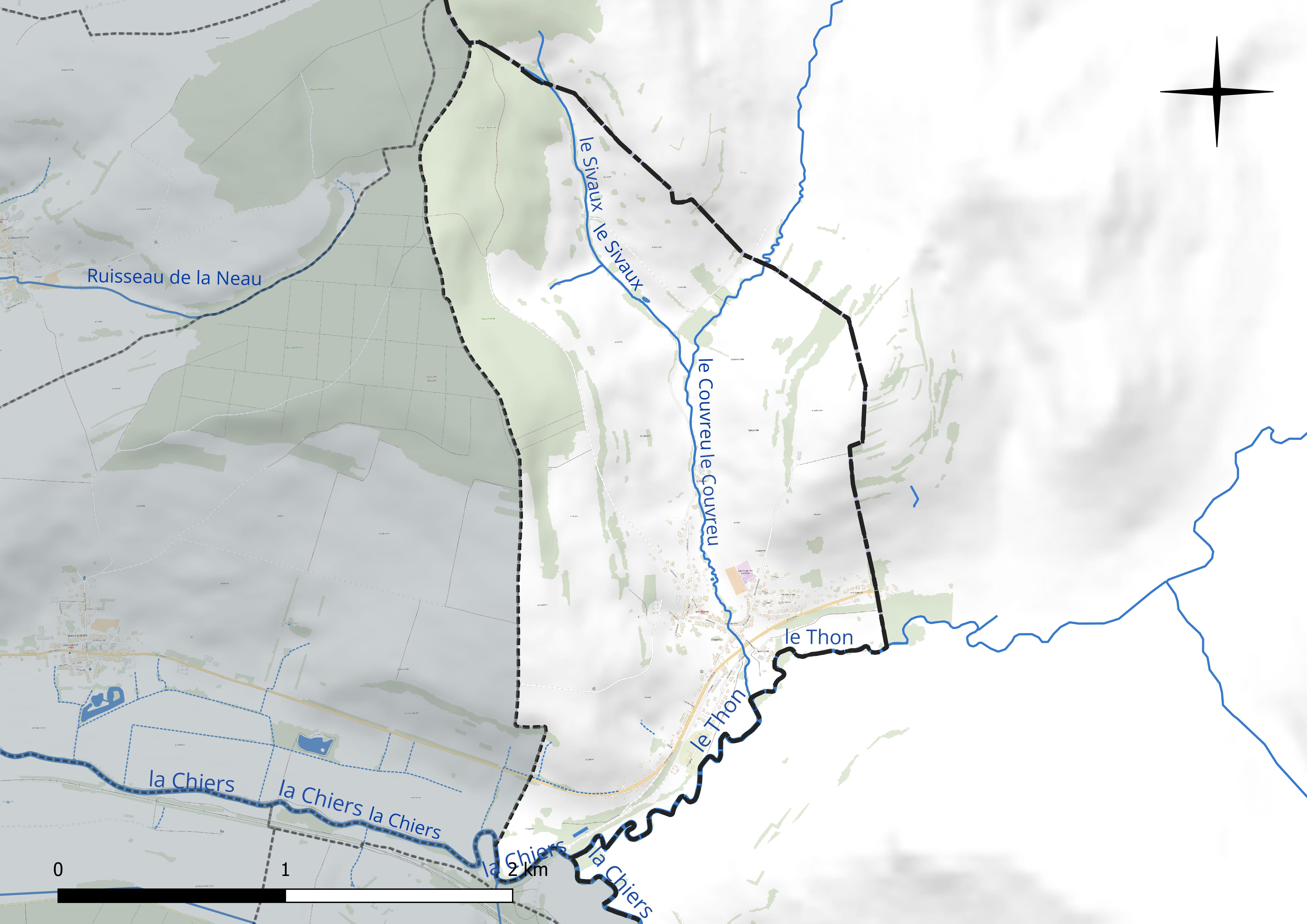
Réseau hydrographique d'Écouviez.

#### Gestion et qualité des eaux
Le territoire communal est couvert par le schéma d'aménagement et de gestion des eaux (SAGE) « Bassin ferrifère ». Ce document de planification concerne le périmètre des anciennes galeries des mines de fer, des aquifères et des bassins versants hydrographiques associés qui s’étend sur 2 418 km2. Les bassins versants concernés sont celui de la Chiers en amont de la confluence avec l'Othain, et ses affluents (la Crusnes, la Pienne, l'Othain), celui de l'Orne et ses affluents et celui de la Fensch, le Veymerange, la Kiesel et les parties françaises du bassin versant de l'Alzette et de ses affluents (Kaylbach, ruisseau de Volmerange). Il a été approuvé le 27 mars 2015. La structure porteuse de l'élaboration et de la mise en œuvre est la région Grand Est.
La qualité des cours d’eau peut être consultée sur un site dédié géré par les agences de l’eau et l’Agence française pour la biodiversité.

## Urbanisme

### Typologie
Au 1er janvier 2024, Écouviez est catégorisée commune rurale à habitat dispersé, selon la nouvelle grille communale de densité à sept niveaux définie par l'Insee en 2022.
Elle est située hors unité urbaine et hors attraction des villes,.

### Occupation des sols
L'occupation des sols de la commune, telle qu'elle ressort de la base de données européenne d’occupation biophysique des sols Corine Land Cover (CLC), est marquée par l'importance des territoires agricoles (70,5 % en 2018), en diminution par rapport à 1990 (75,9 %). La répartition détaillée en 2018 est la suivante : 
prairies (55,2 %), forêts (17,9 %), terres arables (15,3 %), zones urbanisées (11,7 %). L'évolution de l’occupation des sols de la commune et de ses infrastructures peut être observée sur les différentes représentations cartographiques du territoire : la carte de Cassini (XVIIIe siècle), la carte d'état-major (1820-1866) et les cartes ou photos aériennes de l'IGN pour la période actuelle (1950 à aujourd'hui).

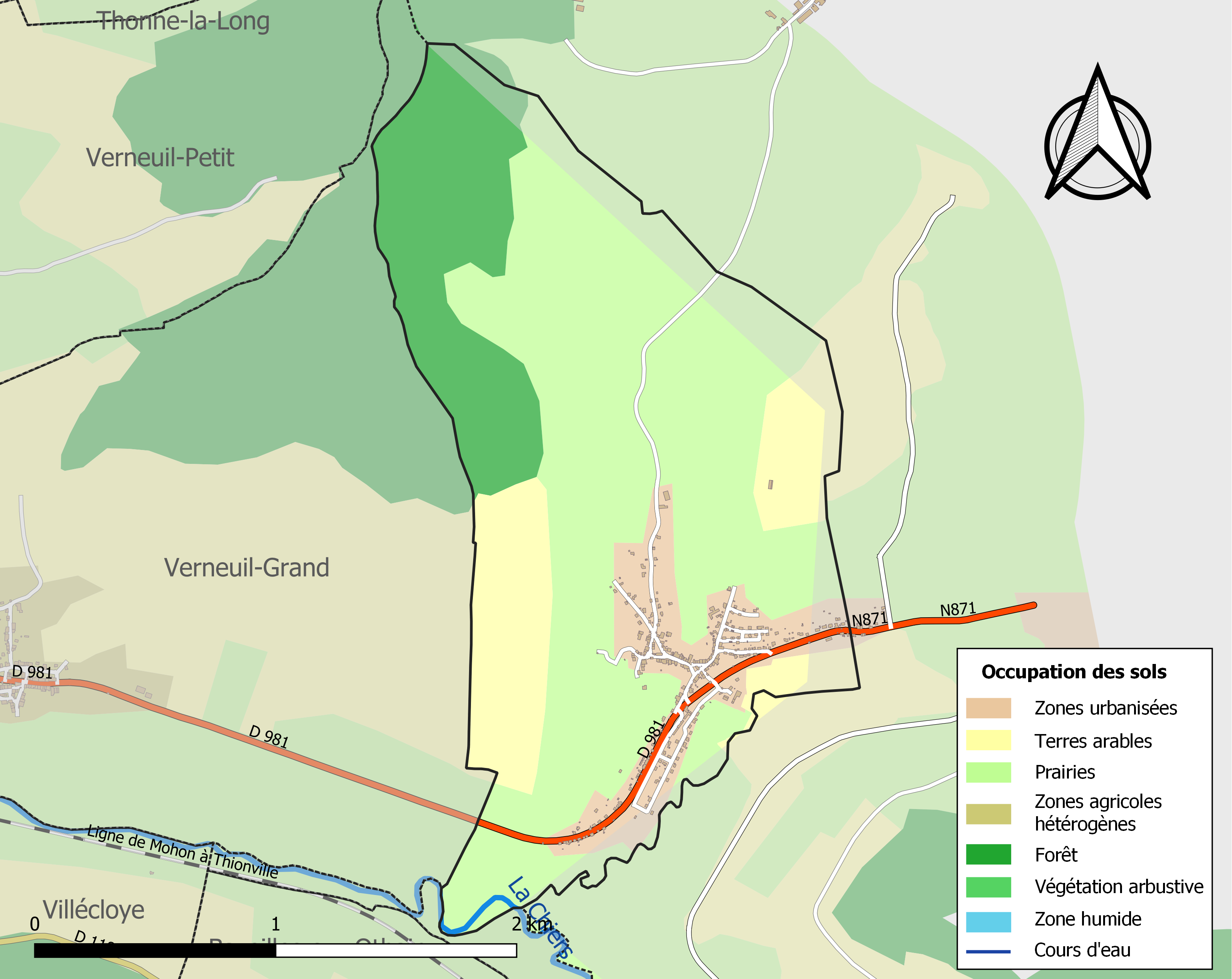
Carte des infrastructures et de l'occupation des sols de la commune en 2018 (CLC).

## Toponymie
Anciennes mentions : Escowiers (1264), Escouviers (1565), Escouvy (1612), Couvé (1656), Escouviye (1664), Escouvye (1669), Escuwyr (1700), Ecouviers (1793),.
Écouviez représente l'ancien français escouvier « branche, écouvillon », du latin scoparium « balai » et pourrait désigner un défrichement.

## Histoire
Écouviez faisait partie avant 1790 du Luxembourg français, sous la coutume de Thionville, dans la prévôté bailliagère de Montmédy. Sur le plan religieux, ce village était rattaché au diocèse de Trèves.

## Politique et administration
| Période                                  | Période  | Identité           | Étiquette | Qualité                                         |
| ---------------------------------------- | -------- | ------------------ | --------- | ----------------------------------------------- |
| Les données manquantes sont à compléter. |          |                    |           |                                                 |
| mars 2001                                | mai 2020 | Jean-Marie Bradfer |           | Retraité Président de la Communauté de communes |
| mai 2020                                 | En cours | Cédric Guillaumé   |           |                                                 |

## Population et société

### Démographie
L'évolution du nombre d'habitants est connue à travers les recensements de la population effectués dans la commune depuis 1793. Pour les communes de moins de 10 000 habitants, une enquête de recensement portant sur toute la population est réalisée tous les cinq ans, les populations de référence des années intermédiaires étant quant à elles estimées par interpolation ou extrapolation. Pour la commune, le premier recensement exhaustif entrant dans le cadre du nouveau dispositif a été réalisé en 2007.

En 2022, la commune comptait 534 habitants, en évolution de +5,53 % par rapport à 2016 (Meuse : −4,4 %, France hors Mayotte : +2,11 %).
| 1793 | 1800 | 1806 | 1821 | 1831 | 1836 | 1841 | 1846 | 1851 |
| ---- | ---- | ---- | ---- | ---- | ---- | ---- | ---- | ---- |
| 110  | 113  | 131  | 146  | 151  | 149  | 165  | 227  | 224  |

| 1856 | 1861 | 1866 | 1872 | 1876 | 1881 | 1886 | 1891 | 1896 |
| ---- | ---- | ---- | ---- | ---- | ---- | ---- | ---- | ---- |
| 208  | 218  | 211  | 200  | 181  | 260  | 303  | 340  | 355  |

| 1901 | 1906 | 1911 | 1921 | 1926 | 1931 | 1936 | 1946 | 1954 |
| ---- | ---- | ---- | ---- | ---- | ---- | ---- | ---- | ---- |
| 362  | 382  | 432  | 511  | 598  | 640  | 616  | 475  | 550  |

| 1962 | 1968 | 1975 | 1982 | 1990 | 1999 | 2006 | 2007 | 2012 |
| ---- | ---- | ---- | ---- | ---- | ---- | ---- | ---- | ---- |
| 588  | 530  | 433  | 393  | 446  | 501  | 528  | 532  | 495  |

| 2017 | 2022 | - | - | - | - | - | - | - |
| ---- | ---- | - | - | - | - | - | - | - |
| 510  | 534  | - | - | - | - | - | - | - |

## Culture locale et patrimoine

### Lieux et monuments
- L'église Saint-Michel.

### Personnalités liées à la commune
- Guy Hubert (d) (1935 - 1981), policier français, est né dans la commune. Il est abattu à Lyon par Action directe lors du braquage de la Société Lyonnaise[16].

### Héraldique
| Blason de Écouviez | Blason  | Tiercé en pairle au 1er d'azur au vannet d'or, au 2e de gueules à la fleur de genet d'or tigée et feuillée de sinople, au 3e d'or à la tête de lion de gueules couronnée, allumée et lampassée d'argent. |
| Blason de Écouviez | Détails | Création de R.A. Louis et D. Lacorde avec les conseils de la Commission Héraldique de l'UCGL. Adopté en décembre 2014.                                                                                   |